# Instituto Sueco
O Instituto Sueco (em sueco:  Svenska institutet, SI ) é uma agência governamental sueca independente, tutelada pelo Ministério do Exterior da Suécia.
Está vocacionado para divulgar informação sobre a Suécia, promover uma imagem positiva da Suécia no estrangeiro e promover intercâmbios com outros países nas áreas da cultura, da educação e da investigação.
Atua na vertente da diplomacia pública sueca, junto aos públicos no estrangeiro visando informar e influenciar positivamente esses públicos. 

A agência tem a sua sede na cidade de Estocolmo, e dispõe de 5 departamentos, entre os quais uma delegação em Paris – o Centro Cultural Sueco (Centre Culturel Suédois, CCS).

Conta com 140 colaboradores, em Estocolmo e em Paris.